# Lionel Banes
Lionel Lawrence Banes (* 27. Juli 1904 in Prestwich bei Manchester; † November 1995 in London) war ein britischer Kameramann.

## Leben
Banes, der dem Berufskollegen Peter Sargent (1916–2001) am 28. Juli 1988 im Rahmen des 'BECTU History Project' ein umfangreiches Interview gegeben hatte, begann demzufolge seine Laufbahn beim Film im Jahre 1930 bei den Gainsborough Studios in London-Islington, nachdem er sich als junger Mann intensiv mit der Fotografie beschäftigt hatte. Zu Beginn seiner Laufbahn musste er für 30 Shilling die Woche vor allem in verschiedenen Funktionen arrivierten Kameraleuten wie Bernard Knowles, Mutz Greenbaum und Percy Strong zuarbeiten. Sein erster Film war 1931 eine Version des beliebten Conan-Doyle-Stoffes The Hound of the Baskervilles. Noch im selben Jahr war er auch am englischen Renate-Müller-Film Sunshine Susie beteiligt. 1935 gehörte er zu der Kameracrew, die Alfred Hitchcocks Die 39 Stufen anfertigte. Unmittelbar darauf lernte er den aus Deutschland emigrierten Kameramann Günther Krampf – “He was very much German in character” – kennen, der ein wichtiger Lehrmeister (z. B. bei der Anwendung des Schüfftan-Verfahrens) werden sollte.
1941 wurde Banes vom britischen War Office geholt, um als einfacher Kameramann unter der Leitung von Ernest Palmer an dem Propaganda- und Durchhaltefilm Next of Kin mitzuwirken. Mit diesem Film begann Banes’ fruchtbare Zusammenarbeit mit der Produktionsfirma Ealing, die 1948 mit Blockade in London, einem frühen Meisterwerk einer klassischen Ealing-Komödie, ihren Höhepunkt finden sollte. „Erzählt wird mit viel Sinn für Ironie … die Geschichte von einem zufällig entdeckten mittelalterlichen Freibrief des britischen Königs Edward IV., der den Londoner Stadtteil Pimlico als zu Burgund gehöriges Territorium deklariert, was zu neuem Selbstbewußtsein seiner Bewohner (und zu unvorhersehbaren Folgen für den neuen ‘Nachbarstaat’ England, der daraufhin mit einer Blockade ‘Neo-Burgunds’ antwortet) führt.“
Trotz dieses beachtlichen Karrierestarts musste sich Banes in der Folgezeit mit weitgehend bedeutungslosen Aufgaben begnügen. Er fotografierte noch eine Reihe deutlich weniger bedeutender Kinofilme, überwiegend B-Produktionen, und wurde im Laufe der 50er Jahre mehr und mehr für Fernsehaufgaben (Serien The Count of Monte Cristo, The Scarlet Pimpernel) herangezogen. 1960 entstand mit der israelischen Produktion Es waren zehn – die Kritik sprach von einer „bildstark und menschlich verfilmten Erzählung von der ersten Besiedlung des heutigen Israel“ – sein letzter wichtiger Kinofilm. In den 1960er Jahren fotografierte Banes eine beträchtliche Anzahl an Folgen der auch in Deutschland beliebten Serien Simon Templar, Mit Schirm, Charme und Melone sowie Der Mann mit dem Koffer, seiner letzten TV-Arbeit. Nach seiner Tätigkeit als Kameramann für zusätzliche Aufnahmen beim Kinokriegsfilm Tauchfahrt in die Hölle zog sich Lionel Banes 63-jährig ins Privatleben zurück.

## Filmografie (Auswahl)
als Chefkameramann, wenn nicht anders angegeben
- 1947: Against the Wind
- 1948: Blockade in London (Passport to Pimlico)
- 1949: Train of Events
- 1950: The Magnet
- 1951: Der Mann im weißen Anzug (The Man in the White Suit, nur zusätzliche Aufnahmen)
- 1953: Valley of Song
- 1953: The Good Beginning
- 1954: Sie waren 13 (The Night My Number Came Up)
- 1957: Die blinde Spinne (No Road Back)
- 1957: Die Frau gegenüber (That Woman Opposite)
- 1958: Ungeheuer ohne Gesicht (Fiend Without a Face)
- 1958: Sheriff wider Willen (The Sheriff of Fractured Jaw, Second-Unit-Kamera)
- 1959: Beyond the Curtain (Second-Unit-Kamera)
- 1959: Aufstand im Morgengrauen (A Terrible Beauty, Second-Unit-Kamera)
- 1960: Es waren zehn (Heym hayu assara)
- 1961: The Anatomist
- 1967–1968: Der Mann mit dem Koffer (Man in a Suitcase) (Fernsehserie, 17 Folgen)
- 1967: Tauchfahrt in die Hölle (Submarine X-1, nur zusätzliche Aufnahmen)